# ひずみ (曲)
「ひずみ」は、HARUHIのデビューシングルで、2016年5月11日にSony Music Associated Recordsからリリースされた。

## 解説
デビューシングルで映画『世界から猫が消えたなら』主題歌。プロデュース、作詞・作曲は父の小林武史。

## ミュージック・ビデオ
映画から佐藤健をはじめ、キャスト・スタッフが大集結した映画のスピンオフ版「世界が猫だらけなら」という設定の物語で映画同様、監督も永井聡が務めた。

## 収録曲
| #  | タイトル                   | 作詞・作曲       | 編曲             |
| -- | -------------------------- | ---------------- | ---------------- |
| 1. | 「ひずみ」                 | 小林武史         | 小林武史         |
| 2. | 「あたたかい光」           | HARUHI・小林武史 | 小林武史         |
| 3. | 「Empty Motion」           | HARUHI           | HARUHI・小林武史 |
| 4. | 「The Lion is Calling Me」 | HARUHI           | HARUHI・彦坂亮   |

| #  | タイトル                 | 作詞 | 作曲・編曲 | 監督   |
| -- | ------------------------ | ---- | ---------- | ------ |
| 1. | 「ひずみ (Music Video)」 |      |            | 永井聡 |

## タイアップ
- 映画「世界から猫が消えたなら」主題歌（#1）
- 明光義塾CMソング（#2）